# إيلان بابي
إيلان بابي أو إيلان بابيه (بالعبرية: אילן פפה) (مواليد 1954) هو مؤرخ إسرائيلي بارز وناشط اشتراكي. وهو أستاذ بكلية العلوم الاجتماعية والدراسات الدولية بجامعة إكسيتر بالمملكة المتحدة، ومدير المركز الأوروبي للدراسات الفلسطينية بالجامعة، والمدير المشارك لمركز إكسيتر للدراسات العرقية والسياسية.
ولد بابي في حيفا، إسرائيل. قبل مجيئه إلى المملكة المتحدة، كان محاضرًا بارزًا في العلوم السياسية بجامعة حيفا (1984-2007) وكان رئيسًا لمعهد إميل توما للدراسات الفلسطينية والإسرائيلية في حيفا (2000-2008). وهو مؤلف كتب التطهير العرقي لفلسطين (2006)، والشرق الأوسط الحديث (2005)، وتاريخ لفلسطين الحديثة ارض واحدة وشعبان (2003)، وعشر خرافات عن إسرائيل (2017). وكان أيضًا عضوًا بارزًا في الجبهة الديمقراطية للسلام والمساواة، وكان مرشحًا على قائمة الأحزاب في انتخابات الكنيست 1996  و 1999.
ينتمي بابي إلى تيار المؤرخين الجدد الذين أَعَادُوا كتابة التاريخ الإسرائيلي وتاريخ الصهيونية وطرد وهروب 700,000 فلسطيني في عام 1948.
وقد يعتقد بان عملية التطهير العرقي لفلسطين، تمّ التخطيط لها بصورة مسبقة وواعية، ويُركّز بالأساس على ما يعرف بخطة دالت التي انتهجتها الوحدات العسكرية الإسرائيلية عام 1947. وهو يلقي اللوم على إنشاء إسرائيل بسبب عدم وجود السلام في الشرق الأوسط، ويرى بان الصهيونية أكثر خطورة من التشدد الإسلامي. كما هو من الدعاة إلى مقاطعة المؤسسات التعليمية الإسرائيلية.
يدعم بابيه حل الدولة الواحدة وقيام دولة ثنائية القومية للفلسطينيين والإسرائيليين.
تم دعم أعماله من قبل بعض المؤرخين. ومن جهة أخرى تعرض إيلان بابيه للكثير من النقد في إسرائيل بسبب تأييده للحقوق الفلسطينية في عودة اللاجئين وفي مقاومة الاحتلال. وقبل مغادرته إسرائيل عام 2008، تم إدانته من قبل الكنيست، البرلمان الإسرائيلي؛ وقد دعا وزير التعليم إلى إقالته؛ ظهرت صورته في إحدى الصحف بانه مستهدف؛ وقد تلقى عدة تهديدات بالقتل.

## تعليمه
ولد ايلان بابيه في حيفا في سنة 1954 لأبويين يهوديين من أصول ألمانية هربا من الملاحقة النازيية لليهود خلال ثلاثينات القرن العشرين. في سن 18، جُنِّدَ في قوات الدفاع الإسرائيلية، وكان يخدم في مرتفعات الجولان خلال حرب يوم الغفران عام 1973.
تخرج من الجامعة العبرية في القدس سنة 1978 وحصل على الدكتوراه من جامعة أكسفورد سنة 1984. كان موضوع أطروحته للدكتوراه «بريطانيا والصراع العربي الإسرائيلي» وأصبح ذلك كتابه الأول.

## العمل الأكاديمي
كان بابي محاضرًا كبيرًا في قسم تاريخ الشرق الأوسط وقسم العلوم السياسية بجامعة حيفا بين عامي 1984 و 2006.
وكان رئيس أكاديمية معهد السلام بجبت حبيبة من سنة 1993 إلى سنة 2000 ولديه مقعد بمعهد اميل توما للدراسات الفلسطينية.
غادر بابي إسرائيل في عام 2007 للتوظيف في جامعة إكزتر، بعد أن أدى تأييده لمقاطعة الجامعات الإسرائيلية الي مطالبة رئيس جامعة حيفا باستقالته. معللا بأنه أصبح من الصعب العيش في إسرائيل مع وجهات نظره ومعتقداته الغير مرحب بها.
وفي مقابلة مع صحيفة قطرية شرح بابي قراره، قائلا: «فقد تم مقاطعتي في جامعتي وكانت هناك محاولات لطردني من وظيفتي. وإنني أتلقى مكالمات تهديد من أشخاص كل يوم. لا يُنظر اليّ كتهديد للمجتمع الإسرائيلي ولكن شعبي يعتقدون أنني إما مجنون أو آرائي غير ذات صلة. ويعتقد الكثير من الإسرائيليين أيضًا أنني أعمل مرتزقًا للعرب».

### جدل تيدي كاتز
انخرط بابي في جدل واسع بسبب موضوع دكتوراة لتادي كاتز الذي تناول مجزرة نَفَّذَتها القوات الإسرائيلية سنة 1948 في قرية طنطورة، بناء على مقابلات مع سكان عرب من القرية ومع جنود إسرائيلين من وحدة ألمسندروني كانوا في العملية. أعلن بابي دعمه علنيا لتادي كاتز.
لم يسجل المؤرخون الإسرائيليون أو الفلسطينيون في السابق أي شيء عن هذه المجزرة، وقد وصف ميراف وورمسر بأنها «مذبحة ملفقة»، ولكن وفقًا لبابي: «لقد تم سرد مجزرة طنطورا مسبقًا في وقت مبكر في عام 1950 ... حيث أظهر ذلك محمد نمر الخطيب في مذكراته الخاصة عن حيفا، الذي سجل فيها شهادة فلسطيني بعد أيام قليلة من المجزرة».
في ديسمبر من سنة 2000 رفع جنود سابقون من لواء ألكسندروني دعوى قضائية ضد كاتز بتهمة التشهير. سحب كاتز روايته للأحداث ولكنه رجع عن سحبه لكلامه فيما بعد.
نقح كاتز أطروحته، وعقب المحاكمة، عينت جامعة حيفا لجنة لفحصها، لكن تم إلغاء مشروع بحث كاتز من قبل الجامعة بعد أن تحصلت على درجة 97%. لكن واصل بابي دفاعه عن كاتز وأطروحته. يعتقد توم سيجيف وآخرون بأن هناك ميزة أو بعض الحقيقة فيما وصفه كاتز. ووفقًا للمؤرخ الإسرائيلي الجديد بيني موريس: «لا يوجد دليل واضح على وقوع مذبحة واسعة النطاق في طنطورة، لكن جرائم الحرب ارتكبت هناك.»

## السياسة
انتمى للجبهة الديموقراطية للسلام والمساواة وكان المرشح السابع في قائمتها لانتخابات الكنيست عام 1999.
في سنة 2005 دعم بابي مقاطعة إسرائيل بما في ذلك المقاطعة الأكاديمية، ويفسر بابي دعمه للمقاطعة بأنه يجب الضغط على إسرائيل من الخارج كأحسن وسيلة لأنهاء أفظع احتلال عرفه التاريخ الحديث.
قائلا: «أن الاحتلال الإسرائيلي هو عملية ديناميكية ويزداد الأمر سوءًا مع مرور كل يوم. تستطيع AUT (جمعية أساتذة الجامعات البريطانية) أن تختار الوقوف إلى جانب عدم القيام بأي شيء، أو أن تكون جزءًا من حركة تاريخية مماثلة للحملة المناهضة للفصل العنصري في جنوب إفريقيا. وإذا تختار الأخير، يمكن أن تدفعنا إلى الأمام على طول الطريق الوحيد المتبقي الذي سيدوم وغير القابل للعنف لإنقاذ كل من الفلسطينيين والإسرائيليين من كارثة وشيكة».
«وإذا أصبح ممكناً أن ینتقل سلوك إسرائيل في عام 1948 إلى ساحة المحاكم الدولية؛ فهذا سیوجه رسالة إلى معسكر السلام في إسرائيل مفادها أن المصالحة تستلزم الاعتراف بجرائم الحرب والفظائع الجماعية. وهذا ما لا يمكن القيام به من الداخل ، حيث إن أي إشارة  إلى الطرد أو المذبحة أو التدمير في عام 1948، في الصحافة الإسرائيلية یتم انكارها عادة وتُنسب إلى الكراهية الذاتية والخدمة للعدو في أوقات الحرب. وهذا ما یكون ردة فعل الأوساط الأكاديمية ووسائل الإعلام والنظام التعليمي، فضلا عن الأوساط السياسية.»
نتيجة لذلك دعى رئيس جامعة حيفا آرون بن زئيف، ايلان بابي للاستقالة قائلاً: "من المناسب لمن يدعو إلى مقاطعة جامعته أن يطبق المقاطعة بنفسه". وقال: "يجب على بابي أن يذهب بمحض إرادته، ولن يُنْبَذ، لأن ذلك سيقوض الحرية الأكاديمية.وفي نفس السنة أطلق بابي المؤتمر الإسرائيلي لحق العودة والذي يدعم حق عودة اللاجئين الفلسطينيين الذين تم تهجيرهم سنة 1948.
في أغسطس 2015، كان بابي من الموقعين على الرسالة التي تنتقد تقرير جويش كرونيكل حول اتهامات جيرمي كوربين بمناهضة السامية.

## من آثاره المنشورة

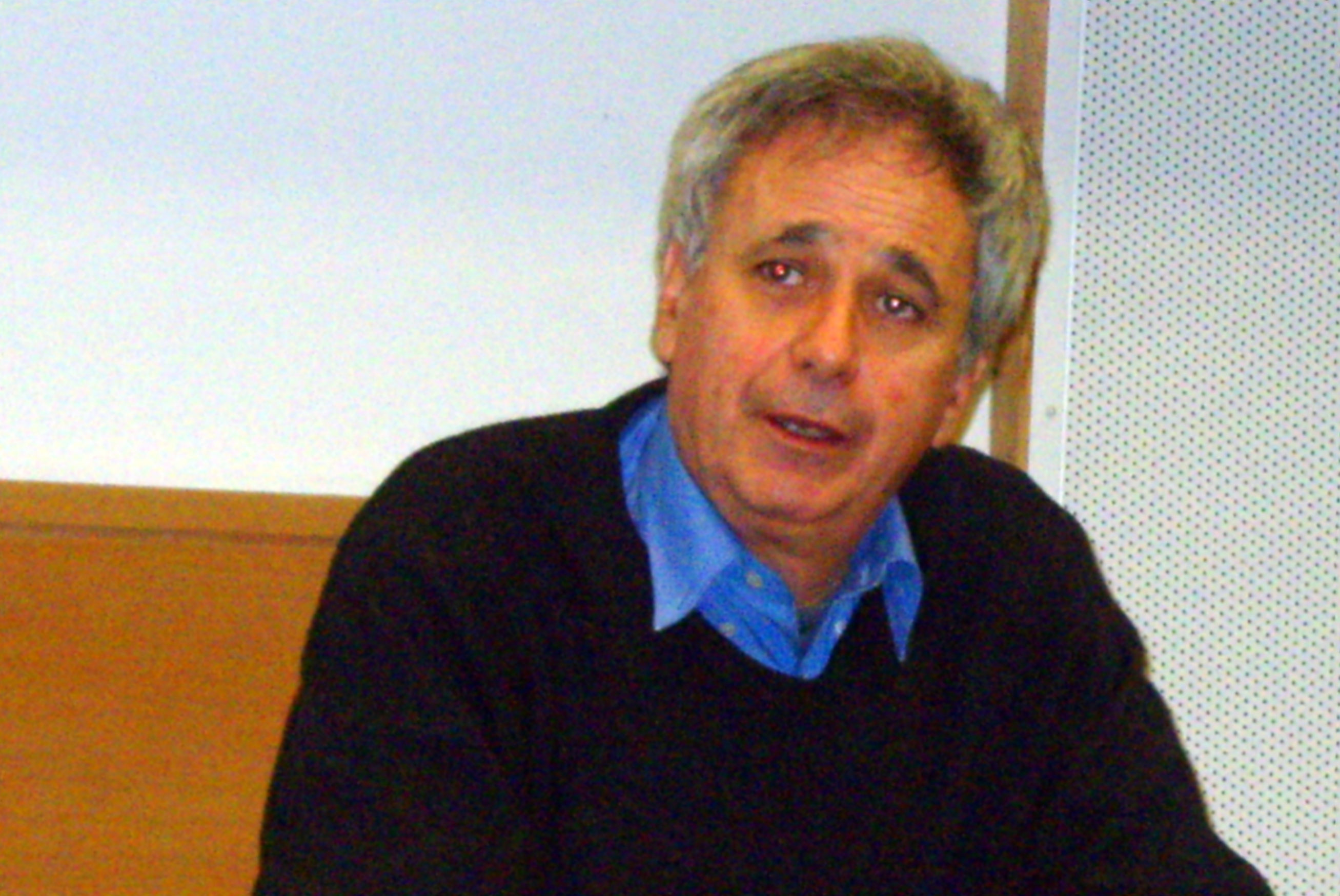
د. إيلان بابيه أثناء محاضرة له في جامعة مانشستر ميتروبوليتان عام 2008

### الكتب
- (بالاشتراك مع الكاتب نعوم تشومسكي) عن فلسطين. شيكاغو: دار نشر كتب هاي ماركت. 2015. ISBN:978-1-60846-470-8. {{استشهاد بكتاب}}: تحقق من التاريخ في: |سنة= (مساعدة)
- فكرة إسرائيل: تاريخ السلطة والمعرفة. نيويورك: دار فيرسو. 2014.
- بيروقراطية الشر: تاريخ الإحتلال الإسرائيلي. أكسفورد: دار نشر وان ورلد بابليكيشنز. 2012.
- ستنجح المقاطعة: وجهة نظر إسرائيلية، 2012 (دعما لحملة المقاطعة الأكاديمية لإسرائيل). لندن، بروكلين، نيويورك: دار فيرسو. 2012.
- الفلسطينيون المنسيون: تاريخ  الفلسطينيين في إسرائيل. نيو هيفن: مطبعة جامعة ييل. 2011.
- (بالاشتراك مع نعوم تشومسكي) غزة في أزمة: تأملات في الحرب الإسرائيلية على الفلسطينيين. دار نشر هاميش هاميلتون. 2010. ISBN:978-0-241-14506-7. {{استشهاد بكتاب}}: تحقق من التاريخ في: |سنة= (مساعدة)
- خارج الإطار: النضال من أجل الحرية الأكاديمية في إسرائيل. لندن: دار نشر بلوتو برس. 2010.
- صعود وسقوط سلالة الفلسطينية: الحسيني، 1700-1948. لندن: دار الساقي. 2010.
- التطهير العرقي لفلسطين. لندن ونيويورك: دار نشر وان ورلد بابليكيشنز. 2006. ISBN:1-85168-467-0. مؤرشف من الأصل في 2022-04-14. {{استشهاد بكتاب}}: تحقق من التاريخ في: |سنة= (مساعدة)
- الشرق الأوسط الحديث. لندن ونيويورك: دار نشر روتليدج. 2005. ISBN:0-415-21409-2. {{استشهاد بكتاب}}: تحقق من التاريخ في: |سنة= (مساعدة)
- تاريخ لفلسطين الحديثة، ارض واحدة وشعبان. دار نشر جامعة كامبريدج. 2004. ISBN:0-521-55632-5. مؤرشف من الأصل في 2020-08-01. {{استشهاد بكتاب}}: تحقق من التاريخ في: |سنة= (مساعدة)
- القضية الإسرائيلية الفلسطينية. لندن ونيويورك: دار نشر روتليدج. 1999;2006. ISBN:0-415-16948-8. {{استشهاد بكتاب}}: تحقق من التاريخ في: |سنة= (مساعدة)
- صنع الصراع العربي - الإسرائيلي 1947-1951. لندن ونيويورك: دار نشر أي بي توريس. 1992;1994. ISBN:1-85043-819-6. {{استشهاد بكتاب}}: تحقق من التاريخ في: |سنة= (مساعدة)
- بريطانيا والصراع العربي- الإسرائيلي 1948-1950. لندن ونيويورك: دار نشر كلية سانت أنتوني، دار نشر ماكميلان، ومطبعة سانت مارتن. 1988. ISBN:0-312-01573-9. {{استشهاد بكتاب}}: تحقق من التاريخ في: |سنة= (مساعدة)
- عشر خرافات عن إسرائيل. لندن: دار فيرسو. 2017. ISBN:978-1786630193.

### المقالات
- «ما الذي يدفع إسرائيل؟»، مقال الأسبوع، صحيفة هيرالد إسكتلندا (6 يونيو 2010).
- «نحو جغرافية السلام: إلى أين غزة»، الانتفاضة الإلكترونية، (18 يونيو 2007).
- «تطهير الأشياء بأسمائها الحقيقية: التطهير العرقي لفلسطين عام 1948»، مجلة المجدل (ربيع 2006).
- «رجوع المقاطعة»، الجارديان، (24 مايو 2005).
- «الحاج أمين وثورة البراق»، مجلّة القدس الفصلية، العدد 18 (يونيو 2003).
- “قضية الطنطورة في إسرائيل: بحث ومحاكمة كاتز"، مجلة دراسات فلسطين، المجلد: 30، صفحة:19–39 (ربیع 2001).

## تقييم آثاره
حظيت كتب إيلان بابي بثناء أفي شلايم، وليد الخالدي، ريتشارد فولك، إيلا حبيبة شوحط، نور الدين مصالحة، وجون بيلجر وغيرهم.
ومن بين هؤلاء الذين ينتقدون أعماله هم بيني موريس (الذي وصف بعض كتابات بابي ب «التلفيق الكامل»)، وإفرايم كارش، وهيربرت لندن وستيفن بلوت، وكذلك الأستاذان دانييل جوتوين ويوسي بن ارتزي من جامعة حيفا. وادان بابي موريس بسبب «آرائه العنصرية والبغيضة حول العرب عمومًا والفلسطينيين بشكل خاص» ردا على نقده.